# Karl Hovelsen

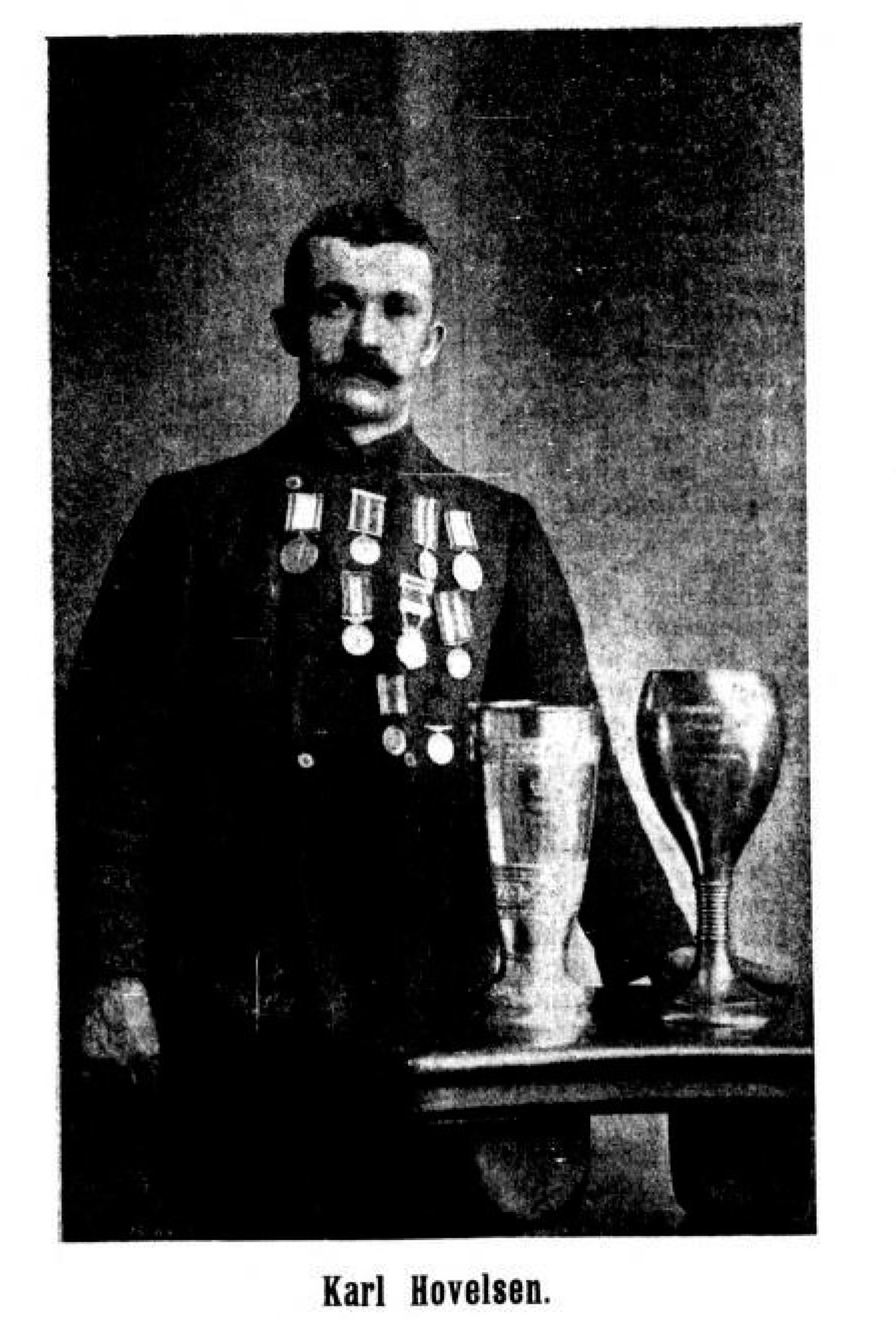
Hovelsen 1903.

Karl Hovelsen, född 23 mars 1877 i Kristiania, död 13 september 1955 i Oslo, var en norsk backhoppare, längdskidåkare och utövare av nordisk kombination. Han representerade Bærums Skiklub och var bland de första skidhjältar i Norge som inte kom från Telemark.

## Karriär
Karl Hovelsen vann 50 km längdskidåkning i Holmenkollrennet i Christiania (Oslo) 1902 och 1903. Han vann även tävlingen i nordisk kombination i Holmenkollen 1903.
Hovelsen emigrerade till USA 1905 och bostatte sig i Colorado där han blev känd som Carl Howelsen och Karl Howelsen. Han var verksam som tränare i längdskidåkning och backhoppning. Han höll också uppvisningar i backhoppning, bland annat i nöjesparkar. Han fick smeknamnet "The Flying Norwegian". Han uppträdde också vid Ringling Bros. and Barnum & Bailey Circus i cirkusnummer kallad "Ski Sailing" och "The Sky Rocket".
Karl Hovelsen arrangerade från 1911 en årlig vintersportsfestival i Hot Sulphur Springs i Colorado. Karl Hovelsen startade också byggandet av en hoppbacke i Steamboat Springs i Routt County 1914. Backen fick Hovelsens namn och heter nu Howelsen Hill. Backanläggningen har fyra hoppbackar, K30, K50, K70 och K90. Karl Hovelsen räknas som en pionjär inom amerikansk backhoppning.
Hovelsen återvände till Norge 1922.

## Utmärkelser
- 1903 tilldelades Karl Hovelsen Holmenkollenmedaljen för sina insatser i Holmenkollrennet 1902 och 1903.

- 1977 invaldes Hovelsen i The Colorado Ski and Snowboard Hall of Fame.